# Pålsjön, Hälsingland
Pålsjön är en sjö i Ovanåkers kommun i Hälsingland och ingår i Dalälvens huvudavrinningsområde. Sjön har en area på 0,276 kvadratkilometer och ligger 282 meter över havet.

## Delavrinningsområde
Pålsjön ingår i det delavrinningsområde (679792-148464) som SMHI kallar för Mynnar i Hälsingaspen. Medelhöjden är 300 meter över havet och ytan är 27,95 kvadratkilometer. Det finns inga avrinningsområden uppströms utan avrinningsområdet är högsta punkten. Vattendraget som avvattnar avrinningsområdet har biflödesordning 4, vilket innebär att vattnet flödar genom totalt 4 vattendrag innan det når havet efter 317 kilometer. Avrinningsområdet består mestadels av skog (86 procent). Avrinningsområdet har 1,14 kvadratkilometer vattenytor vilket ger det en sjöprocent på 4,1 procent.